# Sparsbach
Sparsbach est une commune française située dans la circonscription administrative du Bas-Rhin et, depuis le 1er janvier 2021, dans le territoire de la Collectivité européenne d'Alsace, en région Grand Est.
Cette commune se trouve dans la région historique et culturelle d'Alsace et fait partie du parc naturel régional des Vosges du Nord.

## Géographie

### Communes limitrophes
|                  | Wimmenau      | Ingwiller |
| Erckartswiller   | Sparsbach     | Weinbourg |
| La Petite-Pierre | Weiterswiller |           |

### Sismicité
Commune située dans une zone 3 de sismicité modérée.

### Géologie et relief
La commune se compose de 31,23 hectares de territoires artificialisés (2,28 %), 88,43 hectares de territoires agricoles (6,45 %) et 1 249,98 hectares de forêts et milieux semi-naturels (91,24 %).
Espaces naturels :
- Quatre espaces protégés hors Natura 2000 :

Hasenkopf,
Réserve de Biosphère, zone tampon,
Réserve de Biosphère, zone de transition,
Parc naturel régional.
- Un espace protégé Natura 2000 :

La Moder et ses affluents,
- Deux zones naturelles d'intérêt écologique, faunistique et floristique (Znieff) :

Forêt du Moosthal de Wimmenau à Erckarstwiller,
Cours amont de la Moder et de ses affluents.

### Hydrographie et les eaux souterraines
Hydrogéologie et climatologie
Système d’information pour la gestion des eaux souterraines du bassin Rhin-Meuse]
Territoire communal : Occupation du sol (Corinne Land Cover); Cours d'eau (BD Carthage),
Géologie : Carte géologique; Coupes géologiques et techniques,
Hydrogéologie : Masses d'eau souterraine; BD Lisa; Cartes piézométriques.

#### Réseau hydrographique
La commune est dans le bassin versant du Rhin au sein du bassin Rhin-Meuse. Elle est drainée par le ruisseau le Mittelbach et le ruisseau le Meisenbach,.
Le Mittelbach, d'une longueur de 12 km, prend sa source dans la commune de Erckartswiller et se jette  dans la Moder à Ingwiller, après avoir traversé trois communes.

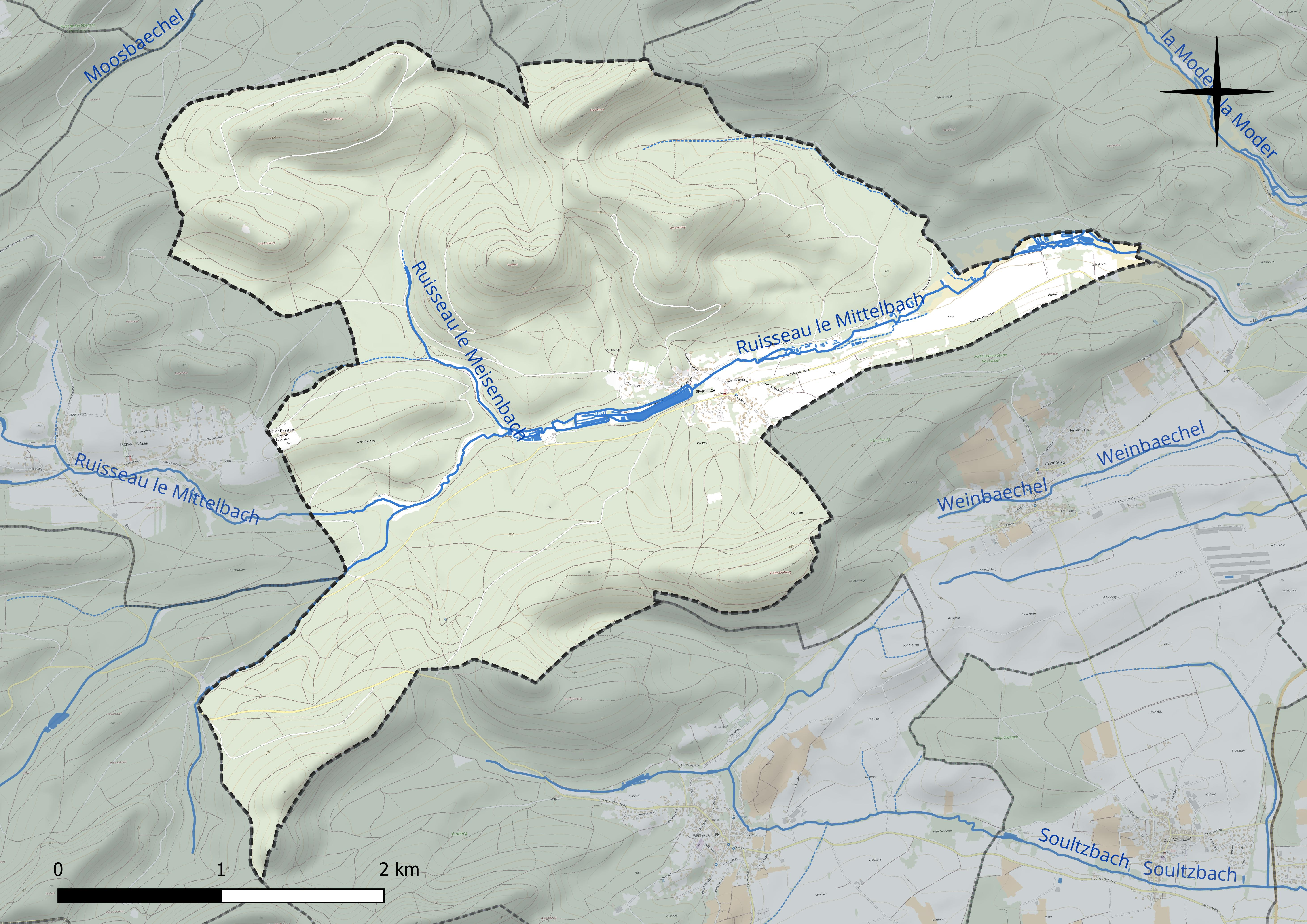
Réseau hydrographique de Sparsbach.

#### Gestion et qualité des eaux
Le territoire communal est couvert par le schéma d'aménagement et de gestion des eaux (SAGE) « Moder ». Ce document de planification concerne le bassin versant de la Moder dont le territoire s'étend sur 1 720 km2. Le périmètre a été arrêté le 25 janvier 2006. La commission locale de l'eau a été créée le 12 juillet 2007, puis modifiée le 14 décembre 2021. La structure porteuse de l'élaboration et de la mise en œuvre est le Syndicat des eaux et de l’assainissement Alsace-Moselle (SDEA).
La qualité des cours d’eau peut être consultée sur un site dédié géré par les agences de l’eau et l’Agence française pour la biodiversité.

### Climat
Pour des articles plus généraux, voir Climat du Grand Est et Climat du Bas-Rhin.
En 2010, le climat de la commune est de type climat des marges montargnardes, selon une étude du Centre national de la recherche scientifique s'appuyant sur une série de données couvrant la période 1971-2000. En 2020, Météo-France publie une typologie des climats de la France métropolitaine dans laquelle la commune est exposée à un climat semi-continental et est dans la région climatique  Vosges, caractérisée par une pluviométrie très élevée (1 500 à 2 000 mm/an) en toutes saisons et un hiver rude (moins de 1 °C).
Pour la période 1971-2000, la température annuelle moyenne est de 10,1 °C, avec une amplitude thermique annuelle de 17,6 °C. Le cumul annuel moyen de précipitations est de 895 mm, avec 11,1 jours de précipitations en janvier et 10,2 jours en juillet. Pour la période 1991-2020, la température moyenne annuelle observée sur la station météorologique de Météo-France la plus proche, « Uhrwiller_sapc », sur la commune de Uhrwiller à 12 km à vol d'oiseau, est de 10,9 °C et le cumul annuel moyen de précipitations est de 740,0 mm. 
La température maximale relevée sur cette station est de 38,7 °C, atteinte le 7 août 2015 ; la température minimale est de −18 °C, atteinte le 20 décembre 2009,,.
Les paramètres climatiques de la commune ont été estimés pour le milieu du siècle (2041-2070) selon différents scénarios d'émission de gaz à effet de serre à partir des nouvelles projections climatiques de référence DRIAS-2020. Ils sont consultables sur un site dédié publié par Météo-France en novembre 2022.

### Voies de communications et transports

#### Voies routières
- Autoroute A4, aussi appelée autoroute de l’EstA4 : Échangeurs Saverne, Phalsbourg, Hochfelden.

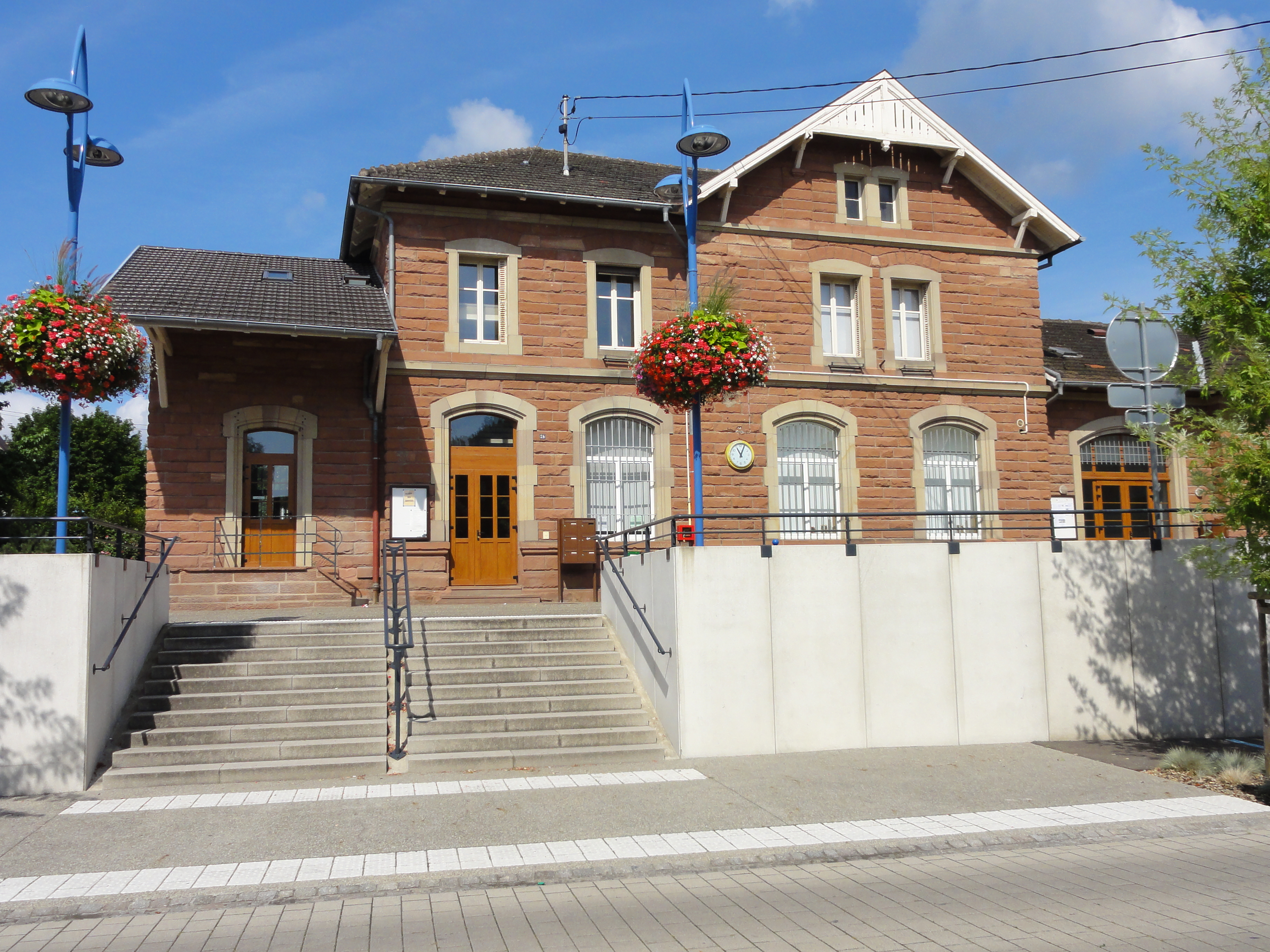
La gare d'Ingwiller.

#### Transports en commun
- Fluo Grand Est.
- Transports en Alsace.

#### Lignes SNCF
- Gare d'Ingwiller.
- Gare de Wingen-sur-Moder.
- Gare d'Obermodern.
- Gare de Tieffenbach - Struth.
- Gare de Steinbourg

## Urbanisme

### Typologie
Au 1er janvier 2024, Sparsbach est catégorisée commune rurale à habitat dispersé, selon la nouvelle grille communale de densité à sept niveaux définie par l'Insee en 2022.
Elle est située hors unité urbaine et hors attraction des villes,.

### Occupation des sols
L'occupation des sols de la commune, telle qu'elle ressort de la base de données européenne d’occupation biophysique des sols Corine Land Cover (CLC), est marquée par l'importance des forêts et milieux semi-naturels (91,1 % en 2018), une proportion identique à celle de 1990 (91,1 %). La répartition détaillée en 2018 est la suivante : 
forêts (91,1 %), prairies (6,6 %), zones urbanisées (2,3 %). L'évolution de l’occupation des sols de la commune et de ses infrastructures peut être observée sur les différentes représentations cartographiques du territoire : la carte de Cassini (XVIIIe siècle), la carte d'état-major (1820-1866) et les cartes ou photos aériennes de l'IGN pour la période actuelle (1950 à aujourd'hui).

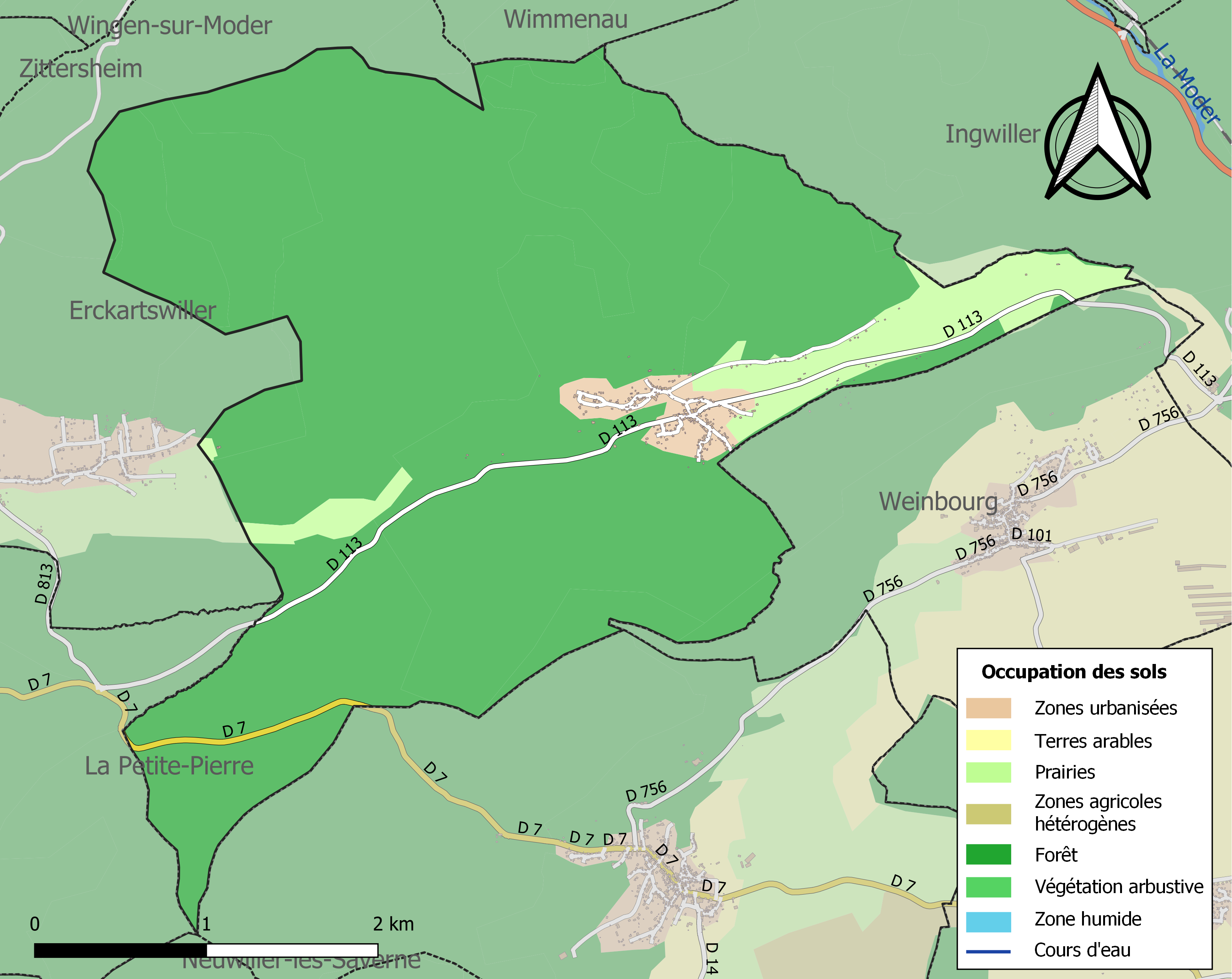
Carte des infrastructures et de l'occupation des sols de la commune en 2018 (CLC).

## Histoire
En 1913, un projet prévoyais la création d'une ligne de chemin de fer à voie étroite (ligne d'Ingwiller à La Petite Pierre) passant par le village. Elle devait relier Ingwiller à La Petite Pierre en passant par Weinbourg, Sparsbach et Erckartswiller. La Première Guerre Mondiale stoppa cependant le projet qui sera finalement définitivement enterré dans les années 1930.

## Politique et administration
| Période                                  | Période                   | Identité                                           | Étiquette | Qualité      |
| ---------------------------------------- | ------------------------- | -------------------------------------------------- | --------- | ------------ |
| Les données manquantes sont à compléter. |                           |                                                    |           |              |
| avant 1988                               | ?                         | Armand Chodorowski                                 |           |              |
| mars 2001                                | mars 2008                 | Georges Deiss                                      |           |              |
| mars 2008                                | En cours (au 31 mai 2020) | Françoise Bourjat, Réélue pour le mandat 2020-2026 |           | Ancien cadre |

### Budget et fiscalité 2023

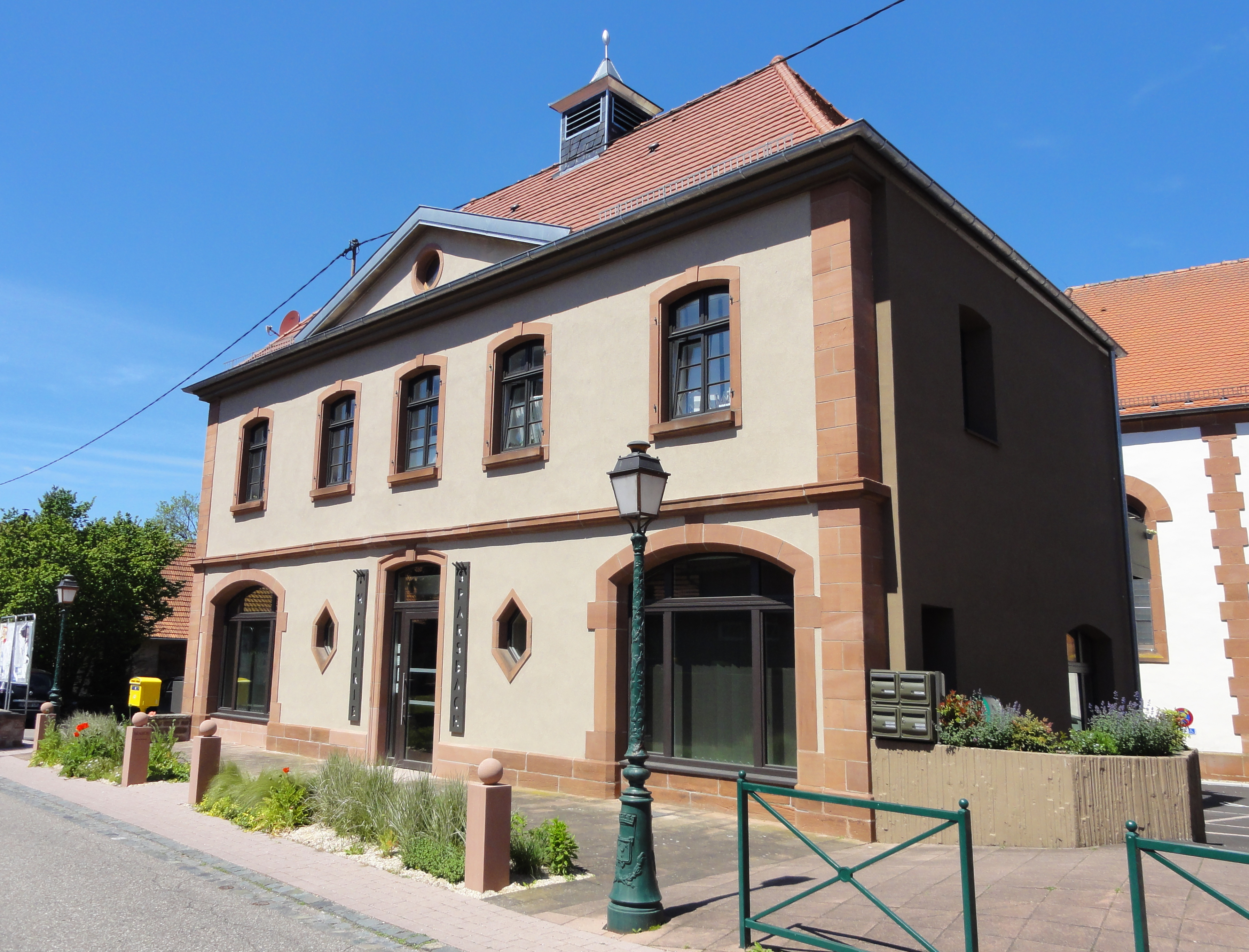
Mairie.

En 2023, le budget de la commune était constitué ainsi :
- total des produits de fonctionnement : 266 000 €, soit 1 119 € par habitant ;
- total des charges de fonctionnement : 203 000 €, soit 851 € par habitant ;
- total des ressources d'investissement : 2 000 €, soit 10 € par habitant ;
- total des emplois d'investissement : 54 000 €, soit 22 674 € par habitant ;
- endettement : 214 000 €, soit 899 € par habitant.

Avec les taux de fiscalité suivants :
- taxe d'habitation : 10,42 % ;
- taxe foncière sur les propriétés bâties : 25,41 % ;
- taxe foncière sur les propriétés non bâties : 99,50 % ;
- taxe additionnelle à la taxe foncière sur les propriétés non bâties : 0,00 % ;
- cotisation foncière des entreprises : 0,00 %.

Chiffres clés Revenus et pauvreté des ménages en 2021 : médiane en 2021 du revenu disponible, par unité de consommation : 25 030 €.

## Population et société

### Démographie

#### Évolution démographique
L'évolution du nombre d'habitants est connue à travers les recensements de la population effectués dans la commune depuis 1800. Pour les communes de moins de 10 000 habitants, une enquête de recensement portant sur toute la population est réalisée tous les cinq ans, les populations de référence des années intermédiaires étant quant à elles estimées par interpolation ou extrapolation. Pour la commune, le premier recensement exhaustif entrant dans le cadre du nouveau dispositif a été réalisé en 2006.

En 2022, la commune comptait 242 habitants, en évolution de −0,82 % par rapport à 2016 (Bas-Rhin : +3,17 %, France hors Mayotte : +2,11 %).
| 1800 | 1806 | 1821 | 1831 | 1836 | 1841 | 1846 | 1851 | 1856 |
| ---- | ---- | ---- | ---- | ---- | ---- | ---- | ---- | ---- |
| 98   | 154  | 197  | 239  | 239  | 251  | 253  | 266  | 263  |

| 1861 | 1866 | 1871 | 1875 | 1880 | 1885 | 1890 | 1895 | 1900 |
| ---- | ---- | ---- | ---- | ---- | ---- | ---- | ---- | ---- |
| 272  | 295  | 307  | 267  | 283  | 271  | 276  | 286  | 280  |

| 1905 | 1910 | 1921 | 1926 | 1931 | 1936 | 1946 | 1954 | 1962 |
| ---- | ---- | ---- | ---- | ---- | ---- | ---- | ---- | ---- |
| 300  | 287  | 263  | 250  | 223  | 223  | 230  | 171  | 153  |

| 1968 | 1975 | 1982 | 1990 | 1999 | 2006 | 2011 | 2016 | 2021 |
| ---- | ---- | ---- | ---- | ---- | ---- | ---- | ---- | ---- |
| 156  | 164  | 157  | 152  | 191  | 248  | 263  | 244  | 238  |

| 2022 | - | - | - | - | - | - | - | - |
| ---- | - | - | - | - | - | - | - | - |
| 242  | - | - | - | - | - | - | - | - |

## Lieux et monuments

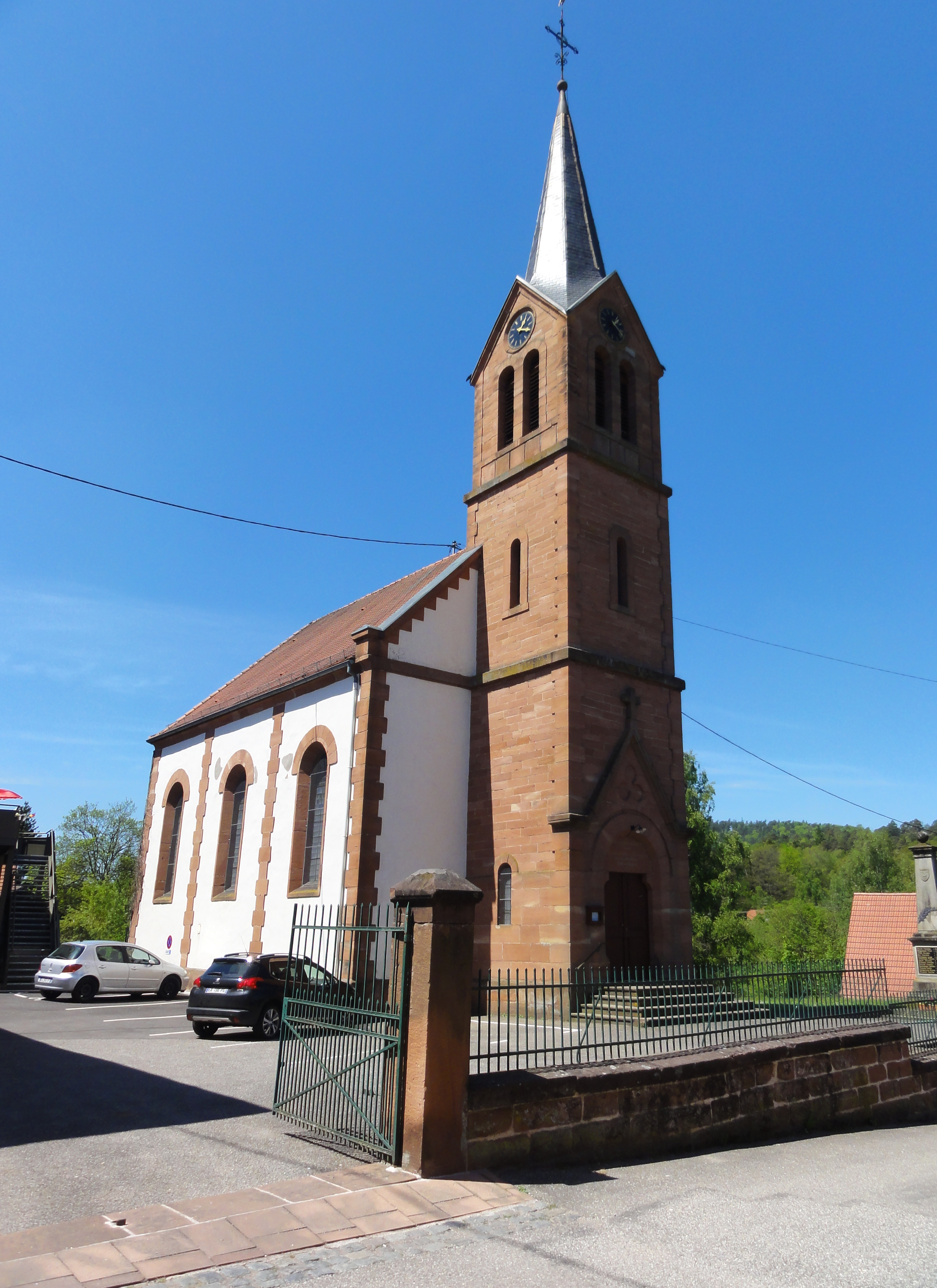
Église protestante (1871).
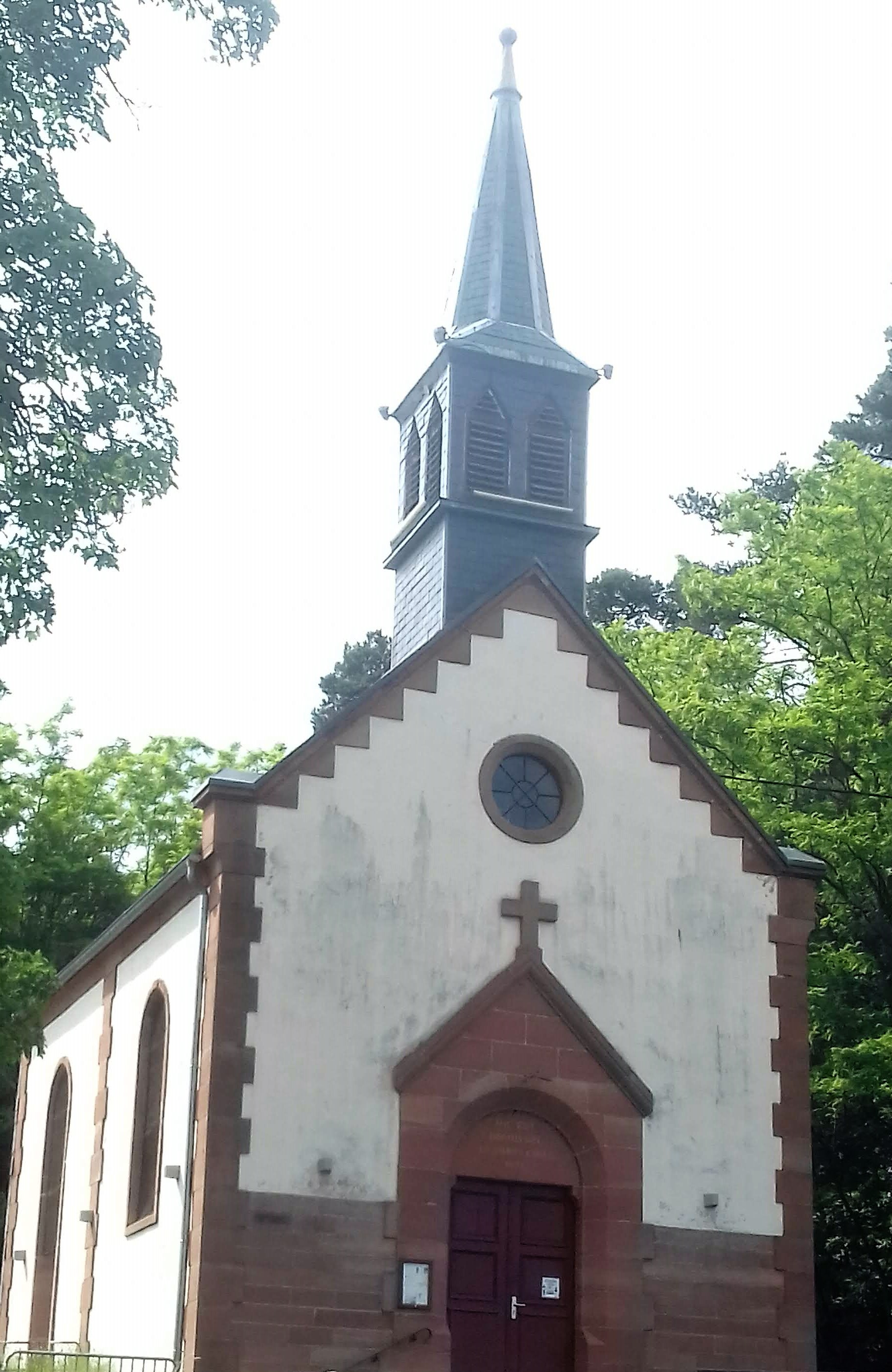
Chapelle Saint-Apollinaire.
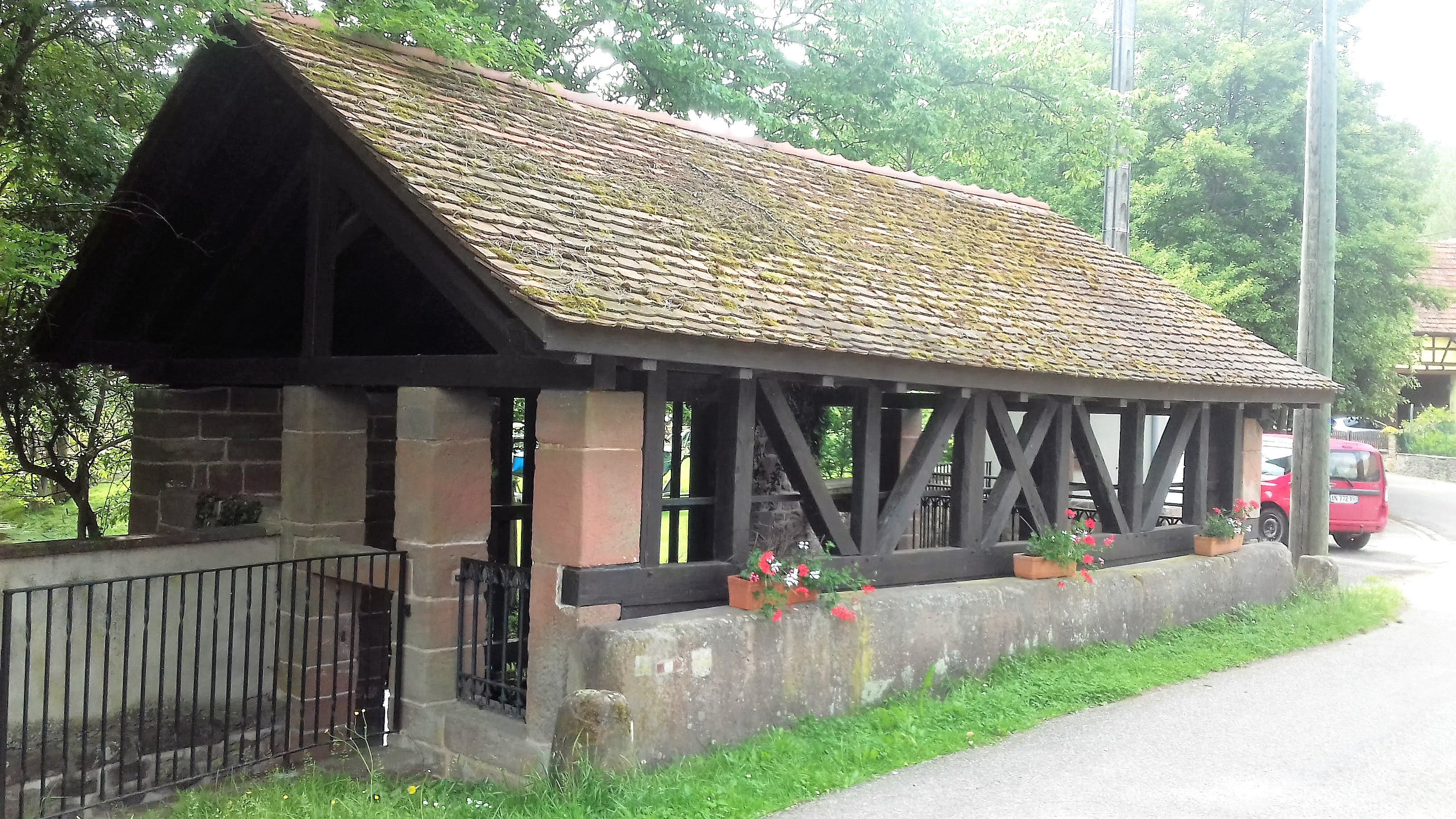
Lavoir.
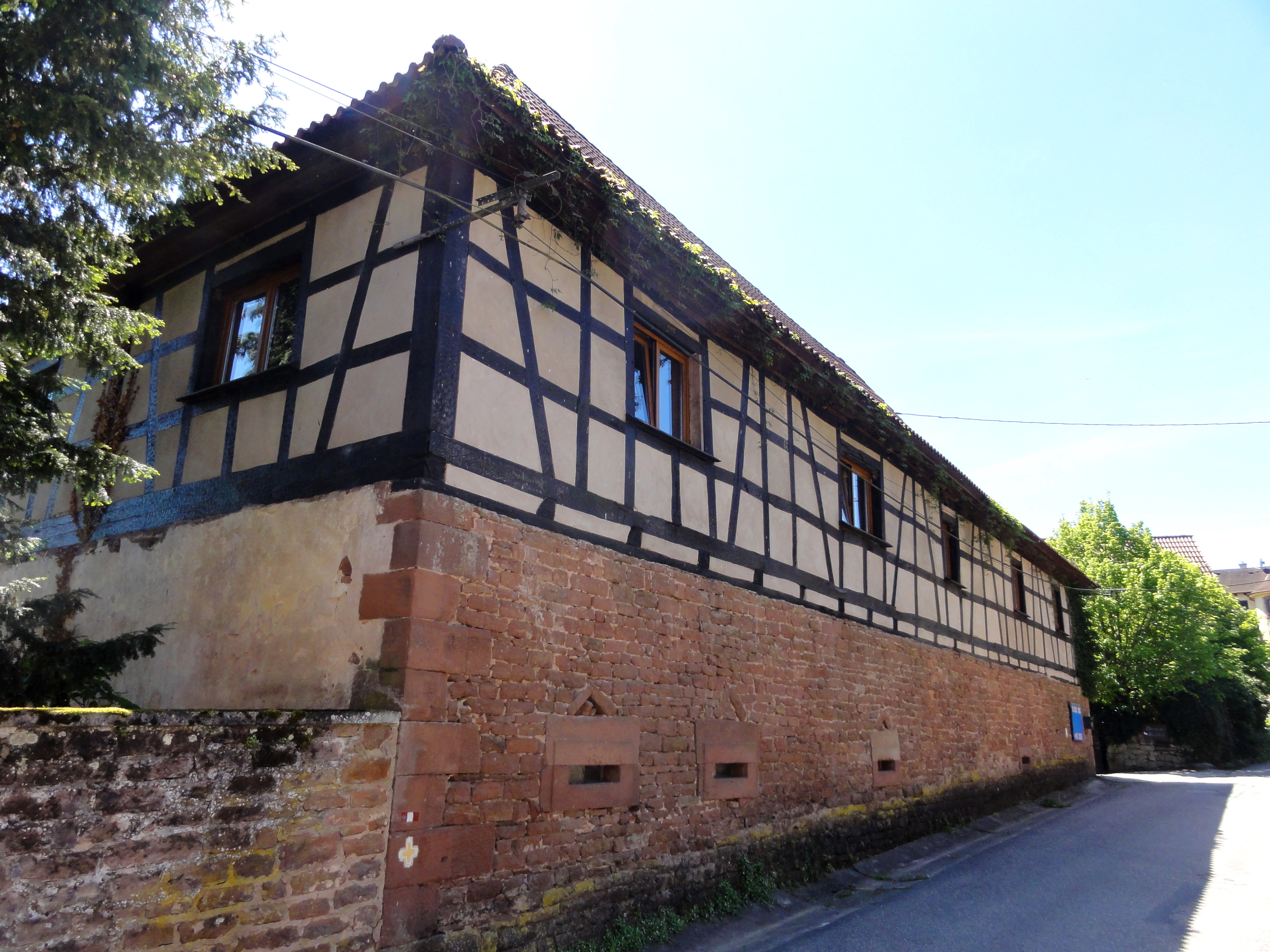
Moulin.
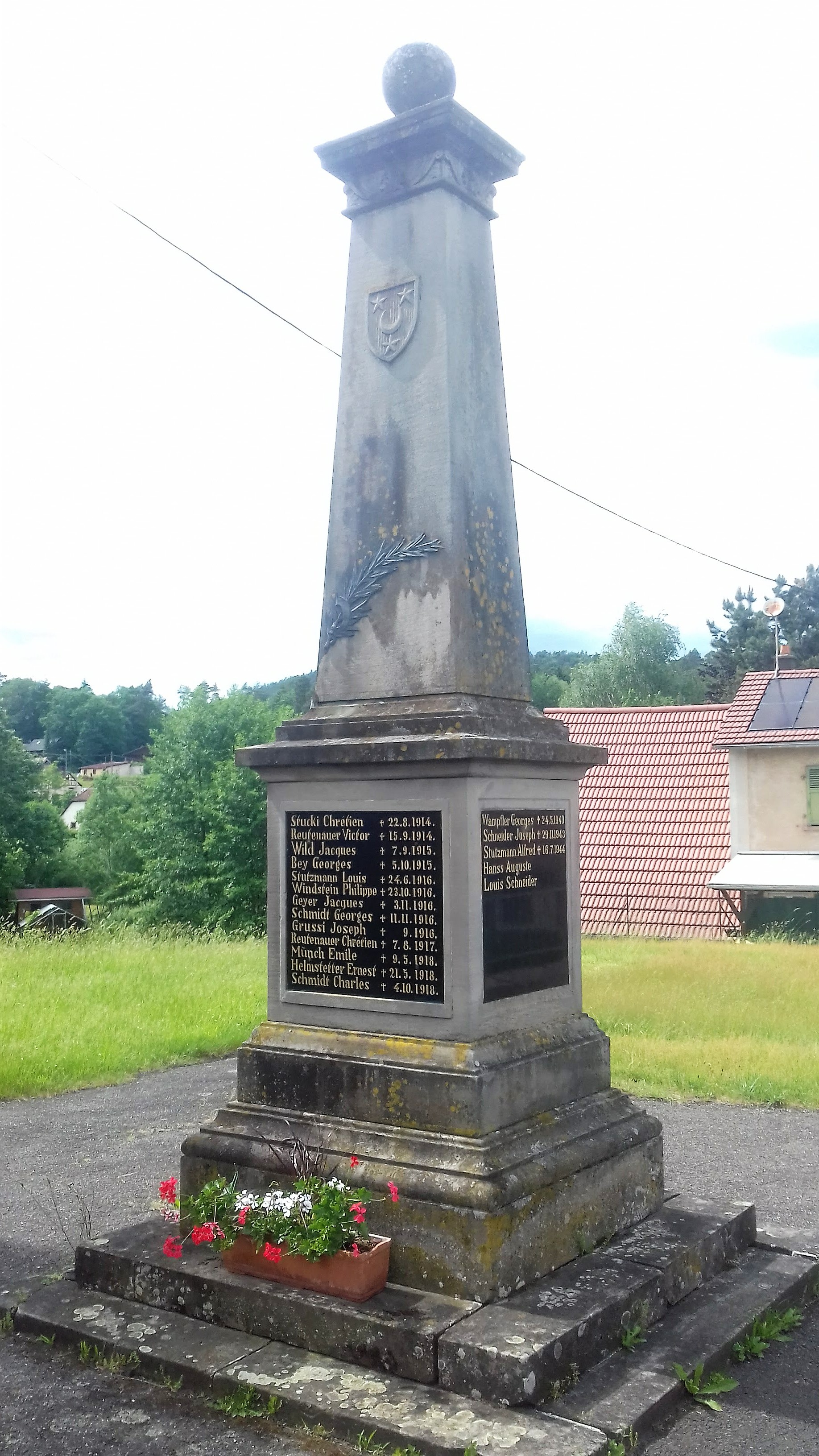
Monument aux morts 14-18 et 39-45.
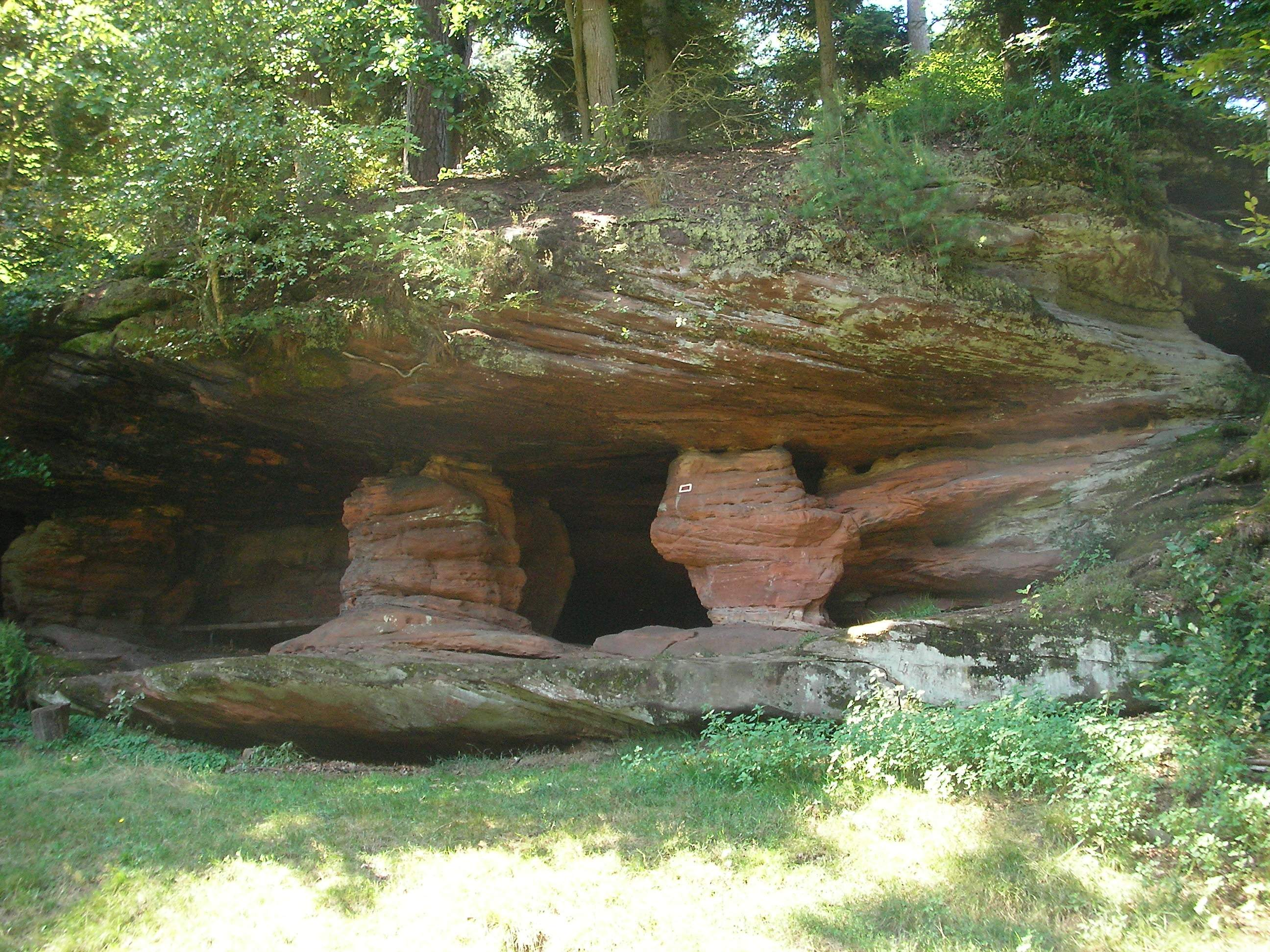
Rocher de l'Ochsenstall.
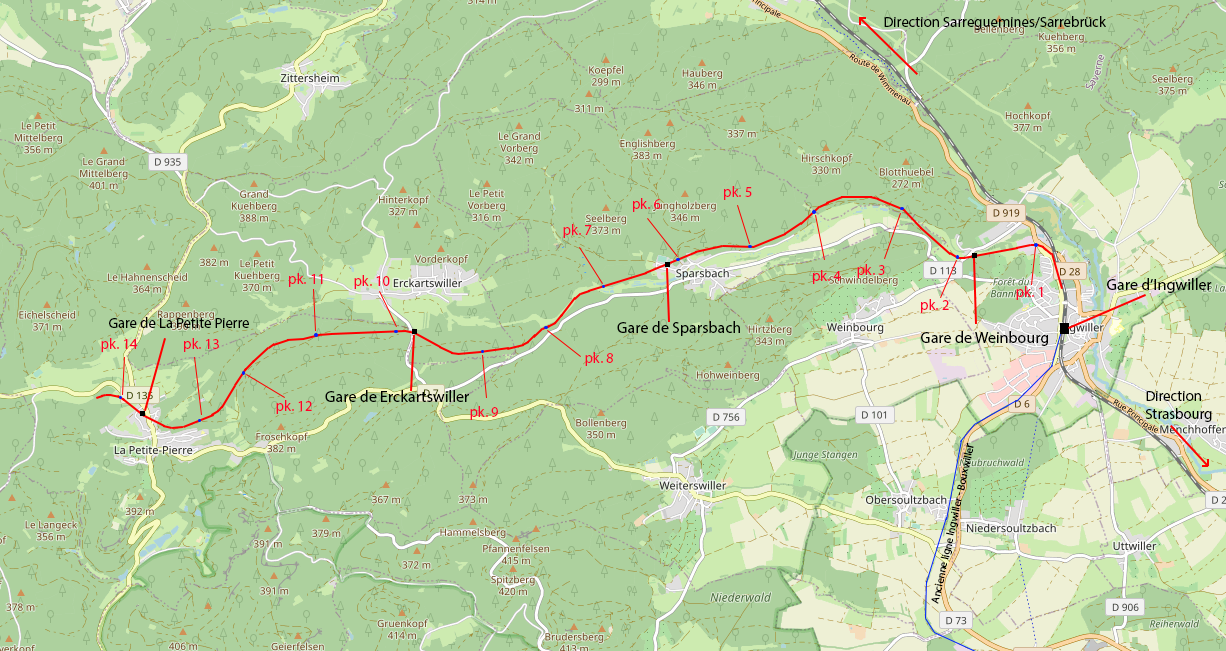
Carte du projet de tracé de la ligne d'Ingwiller à La Petite Pierre[37].

- Église protestante[38],[39].

Orgue.
- Chapelle Saint-Apollinaire[41],[42],[43].

Groupe sculpté Vierge de Pitié.
Le mobilier de la chapelle Saint-Apollinaire.
- Cimetière[46]
- Petit château du Meisenbach[47] - Rocher de l'Ochsenstall[48].
- Patrimoine architectural rural recensé par le service de l'Inventaire général du patrimoine culturel :

Maison de menuisier.
Moulin.
Pont et lavoirs,.
Maison forestière.
Maison de tailleur de pierre.
Maison d'ouvrier.
Fermes,,,.
- Monument aux morts[61] : Conflits commémorés : Guerres 1914-1918 et 1939-1945.

## Personnalités liées à la commune

### Héraldique
| Blason de Sparsbach | Blason  | De sinople au croissant d'argent accompagné de trois étoiles du même. |
| Blason de Sparsbach | Détails |                                                                       |